# Alberto Ardines
Alberto Ardines Álvarez (Oviedo, 4 de julio de 1970) es un músico español de rock.

## Biografía
Nace el 4 de julio de 1970. Con 14 años se interesó por el heavy metal, y cinco años más tarde fundó el grupo Avalanch. Allí tocó la batería, instrumento al que se dedicará toda su vida.
Con esta banda graba una maqueta y cuatro discos, hasta que es expulsado en 2001. Paralelamente el percusionista Fernando Arias le ayuda a profundizar en el estudio de la batería. Tras abandonar Avalanch se enrola, junto a Víctor García, en la re-creación de Warcry.
El 25 de agosto de 2007, participa en su último concierto en WarCry, posteriormente el día 29 de ese mismo mes, Alberto Ardines deja de pertenecer a la disciplina del grupo junto con su otro compañero Fernando Mon. Tras esa salida ambos fundaron Sauze junto con Manuel Ramil.

## Discografía

### Avalanch
- 1992 - Ready To The Glory
- 1997 - La llama eterna
- 1998 - Eternal Flame
- 2000 - Días de Gloria
- 2000 - Single "Save Me" (versión del tema de Queen)
- 2001 - El ángel caído
- 2001 - Single "Delirios de Grandeza"

### WarCry
- 2002 - WarCry
- 2002 - El sello de los tiempos
- 2004 - Alea Jacta Est
- 2005 - ¿Dónde está la luz?
- 2006 - Directo a la luz [en vivo]
- 2006 - La quinta esencia

### Sauze
- 2008 - Nada tiene sentido
- 2009 - El mejor momento

### Eden
- 2012 - Quattro

### Last Days Of Eden
- 2015 - Ride the World

### Adventus
- 2021 - Morir y Renacer
- 2022 - Saudade

- Datos: Q4711928